# کیرشزلته
کیرشزلته (به آلمانی: Kirchseelte) یک شهر در آلمان است که در Oldenburg واقع شده‌است. کیرشزلته ۱٬۲۶۰ نفر جمعیت دارد.